# I Feel Fine/She's a Woman
"I Feel Fine/She's a Woman" er den ottende officielle singleudgivelse fra det engelske rockband The Beatles, og den udkom på Parlophone den 27. november 1964. Singlen toppede hitlisterne i Storbritannien, USA, Canada, Irland, Holland, New Zealand, Norge og Sverige. I Storbritannien var det den femte mest solgte single i 1960'erne.

## Komposition
"I Feel Fine" er skrevet af John Lennon under sessionerne til deres album Beatles for Sale. Ifølge optagelsesnoterne skrev Lennon sangens guitarriff, mens Beatles var i studiet og indspillede "Eight Days a Week" den 6. oktober 1964, og han blev ved med at spille det mellem optagelserne. John havde sagt til de andre at han ville skrive en sang til det riff. Så på vej ind i studiet en morgen sagde John til Ringo Starr: "Jeg har skrevet den her sang, men den er elendig". Han fortalte senere: "Men vi prøvede den, komplet med riff, og den lød som en A-side, så vi besluttede at udgive den sådan." Både John Lennon og George Harrison har sagt, at riffet var påvirket af et riff i "Watch Your Step", en sang fra 1961 skrevet og fremført af Bobby Parker. Paul McCartney har ifølge sin autoriserede biografi, Many Years from Now, været medforfatter på noget af nummeret, men siger, at det primært er Johns komposition.
"She's a Woman" er komponeret af Paul McCartney. Stilen er blues-agtig, og han begyndte at komponere teksten og melodien til nummeret den 8. oktober 1964, samme dag som den blev indspillet, og afsluttede den hurtigt. I sin autoriserede biografi, Many Years from Now, husker han, at den første idé kom til ham, mens han gik rundt i gaderne i St John's Wood, men han er usikker på, om han færdiggjorde sangen derhjemme, på vej til studiet eller rent faktisk der. Han husker yderligere sangen som et forsøg på at skrive "en blues-agtig ting" i stil med en af hans yndlingssangere, Little Richard.
Begge sange er som vanlig praksis krediteret som Lennon-McCartney.

## Indspilning
"She's a Woman" blev som før nævnt indspillet den 8. oktober 1964, hvor den blev færdiggjort i kun to sessioner. Den var tænkt til at være på en sideløbende singleudgivelse og ikke på "Beatles for Sale" albummet. Den 12. oktober blev der forberedt mono- og  stereomixninger af "She's a Woman" og også monomixning af "Eight Days a Week", der på dette tidspunkt var kandidat til den næste singles A-side.
"I Feel Fine" blev indspillet den 18. oktober 1964. En dag, hvor de også færdiggjorde "Eight Days a Week" og indspillede seks andre numre til "Beatles for Sale". Under indspilning af angiveligt "Eight Days a Week" havde John Lennon i en pause lænet sin guitar mod sin forstærker, men havde forsømt at skrue ned for lydstyrken på pickuppen. Lige i det øjeblik, uden nogen særlig grund, havde Paul spillet et lavt 'A' på sin bas, og fra den anden side af lokalet satte lydbølgerne Johns guitar til at "svinge med", og der opstod feed-back (akustisk tilbagekobling). Den effekt ville de gerne bruge, så det endte med, at de lavede den igen til at starte nummeret. Det er en af de tidligste anvendelser af guitarfeedback i populærmusik, hvis ikke den allerførste.
Nummeret var færdiggjort efter 9 optagelser og blev færdigmixet til mono den 21. oktober 1964.

## Udgivelse
"I Feel Fine/She's a Woman" blev udgivet som single den 27. november 1964. Singlen blev udgivet 4 dage før - den 23. november 1964 - i USA.
Singlen nåede toppen af de britiske hitlister den 12. december og fortrængte Rolling Stones' "Little Red Rooster" og blev der i fem uger. I Canada nåede singlen også nummer et.
Udover dette toppede singlen den amerikanske Billboard Hot 100-hitliste i tre uger i slutningen af 1964 og begyndelsen af 1965. Cash Box-magasinet rangerede "I Feel Fine" som det 19. største amerikanske hit i 1965. Det var den sjette single af Beatles, der ramte nummer et på Billboard Hot 100 i et kalenderår (1964), en alletiders rekord.

## Musikere
- John Lennon – tosporet forsang (A-side), elektrisk og akustisk rytmeguitar og singleguitar
- Paul McCartney – tosporet forsang (B-side), baggrundssang (A-side), bas, piano (B-side)
- George Harrison – baggrundssang (A-side), singleguitar
- Ringo Starr – trommer